# يوكا هيراتا
يوكا هيراتا (باليابانية: 平田裕香) هي ممثلة يابانية، ولدت في 15 سبتمبر 1983 بسابورو في اليابان.

## وصلات خارجية
- يوكا هيراتا على موقع IMDb (الإنجليزية)
- يوكا هيراتا على موقع ميوزك برينز (الإنجليزية)
- يوكا هيراتا على موقع قاعدة بيانات الفيلم (الإنجليزية)
- يوكا هيراتا على موقع كينوبويسك (الروسية)
- يوكا هيراتا على موقع ANN person (الإنجليزية)